# Lady Snowblood
Lady Snowblood (japonsky 修羅雪姫, Šurajukihime) je japonský historický akční film producenta Kikumarua Okudy v režii Tošiji Fudžity z roku 1973. Jde o adaptaci stejnojmenné mangy Kazua Koikeho a Kazua Kamimury. V hlavní roli pomstychtivé šermířky Juki se představila Meiko Kadžiová, která zároveň nazpívala úvodní znělku. Na film navazuje druhý díl s podtitulem Urami renga z roku 1974 a příběh byl několikrát znovu adaptován. Protagonistka a výpravný styl filmu posloužily jako inspirace pro film Kill Bill (2003) Quentina Tarantina.

## Zápletka
Nelineární děj, rozdělený na několik kapitol, se odehrává během období Meidži a sleduje mladou Juki (Meiko Kadžiová). Její matka Sajo (Mijoko Akazaová) byla znásilněna a její manžel a Jukiin polorodý bratr byli zabiti čtyřmi vesnickými podvodníky. Jednoho z nich sama usmrtila, za což byla odsouzena na doživotí v ženské věznici, kde jako nástroj pomsty počala Juki. Po komplikovaném porodu zemřela a Juki byla odmalička tvrdě vychovávána knězem Dókaiem (Kó Nišimura) jako démonická šermířka a vražedkyně s cílem vyhledat zbývající viníky a vykonat na nich pomstu. Její zbraní je meč, ukrytý v rukojeti deštníku.
Jako prvního vypátrá Banzóa Takemuru (Noboru Nakaja), alkoholika a gamblera s chatrným zdravím, jež žije v prostém obydlí s dcerou Kobue (Jošiko Nakadaová), která se živí jako společnice. Takemura je chycen při podvádění, ale Juki se za něj přimluví a zachrání mu život, načež jej o něj sama připraví. Ve třetí kapitole nachází Juki hrob, na němž je vyryto „Giširó Cukamoto“ – jméno třetího provinilce a pašeráka, který, jak se dozvídá, nepřežil ztroskotání lodi. Seznamuje se s levicovým novinářem Rjúreiem (Tošio Kurosawa), který o jejím příběhu na Dókaiův popud začne psát, aby vylákal poslední přeživší, Okono Kitahamu (Sanae Nakaharaová).
Z novin se o Juki, kromě Okono, jejíž nohsledi Rjúreie unesou, dozvídá také Kobue a rozhodne se rovněž pomstít. Okono neúspěšně konfrontuje s revolverem Juki, uprchne a je nalezena oběšená. Juki její bezvládné tělo zklamaně přesekne vedví. Ve čtvrté a poslední kapitole se u Rjúreie objeví Cukamoto (Eidži Okada), ve skutečnosti jeho odcizený otec, a požaduje, aby přestal s šířením Jukiina příběhu a nabídne mu udobření. Film vrcholí na maškarním plese pro japonskou elitu a zahraniční delegáty, kde s Rjúreiovou pomocí a za cenu jeho života Juki Cukamotu zabije, přičemž sama utrpí střelnou ránu. Venku ji beze slova bodne Kobue a Juki padá do sněhu.

## Obsazení
| Meiko Kadžiová    | Juki Kašima, Lady Snowblood |
| Mijoko Akazaová   | Sajo Kašima                 |
| Kó Nišimura       | kněz Dókai                  |
| Tošio Kurosawa    | Rjúrei Ašio                 |
| Eidži Okada       | Giširó Cukamoto             |
| Sanae Nakaharaová | Okono Kitahama              |
| Noboru Nakaja     | Banzó Takemura              |
| Takeo Čii         | Šókei Tokuiči               |
| Jošiko Nakadaová  | Kobue Takemura              |
| Hitoši Takagi     | Macuemon                    |